# 野木実
野木 実（のぎ みのる、戸籍名：野木 實、1941年（昭和16年）9月20日 - ）は、日本の政治家。衆議院議員（1期）、埼玉県和光市長（第9代・第10代）、埼玉県議会議員（2期）、和光市議会議員（4期）などを歴任した。

## 来歴
東京都中野区生まれ。早稲田大学法学部卒業。大学卒業後の1965年、鍛冶田産業株式会社に入社し、1972年まで勤務する。退社後、埼玉産業教育協会を設立し、専務理事に就任した。
1975年、和光市議会議員選挙に立候補し、初当選。1991年まで4期16年間和光市議を務める。1991年より東京電子専門学校講師。1995年、埼玉県議会議員選挙に立候補し、当選。埼玉県議会議員時代は、連合埼玉や埼玉民社協会に所属する県議で構成される会派「歩みの会」に所属しており、埼玉民社協会の会長も務めた。県議を2期務めた後、2001年に和光市長選挙に立候補し当選。2005年の和光市長選で再選されたが、2009年の和光市長選では松本武洋に敗れ、落選した。
2009年、第45回衆議院議員総選挙に比例北関東ブロック単独で立候補し、名簿登載者36人中登載順位32位であったが当選した。党県連幹事長代理などを務めたが、2012年の第46回衆議院議員総選挙に際しては高齢を理由に立候補せず、政界からの引退を表明した。その後も県連の役員等を務めていたが、2014年の第47回衆議院議員総選挙に際して民主党から比例代表名簿登載を求められ、再び比例北関東ブロック単独で立候補（名簿登載者21人中登載順位21位）したものの落選した。その後は民進党を経て、2018年、国民民主党埼玉県総支部連合会顧問となる。
2017年11月3日付の秋の叙勲で旭日中綬章を受章。